# Gry (pladebutik)
|  | For sangerinden Gry, se Gry Johansen |
Gry var en pladebutik, der lå i kælderen i Sankt Peders Stræde 35 i København. Butikken var meget populær blandt tilhængere af progressive rock, punk og andre subkulturelle eller smalle udgivelser. Butikken havde i punkperioden rigtig mange af de mest store udgivelser fra England og USA.[kilde mangler] Gry eksisterede fra 1977 til 1993. 

## Historie
Ud af pladebutikken opstod også et pladeselskab, Gry Records, der i 1981-82 udgav 11 bånd med bands som bl.a. Tee Vee Pop og Tapehead (folk fra bl.a. Sods og No Knox) og i 1984 udsendte albummet Apparently All the Same med Under For (Martin Hall).
Butikken var drevet af Freddy Frank og Martha Podell. Den tidligere beat-musiker og electronica-pionér, Freddy Frank, spillede med Steen Jørgensen fra Sods i starten af 1980'erne i det elektroniske projekt Grønvirke, der også udkom på Gry Records. Martha Podell spillede sammen med bl.a. Camilla Høiby og Jens Unmack i bandet Drift, og senere havde hun sit eget radioprogram i DR. Søren Faulis elektroniske LP Fauli' til dauli' udkom ligeledes på Gry Records i 1983.
Freddy Frank var tillige kunstmaler. Hans ekspresionistiske stil var inspireret af bl.a. Cobra-gruppen.